# Cantonul Plaisance
Cantonul Plaisance este un canton din arondismentul Mirande, departamentul Gers, regiunea Midi-Pyrénées, Franța.

## Comune
| Comune              | Populație (1999) | Cod poștal | Cod INSEE |
| ------------------- | ---------------- | ---------- | --------- |
| Beaumarchés         | 588              | 32160      | 32036     |
| Cahuzac-sur-Adour   | 171              | 32400      | 32070     |
| Cannet              | 55               | 32400      | 32074     |
| Couloumé-Mondebat   | 243              | 32160      | 32109     |
| Galiax              | 189              | 32160      | 32136     |
| Goux                | 84               | 32400      | 32151     |
| Izotges             | 74               | 32400      | 32161     |
| Jû-Belloc           | 305              | 32160      | 32163     |
| Lasserade           | 226              | 32160      | 32199     |
| Plaisance           | 1 479            | 32160      | 32319     |
| Préchac-sur-Adour   | 213              | 32160      | 32330     |
| Saint-Aunix-Lengros | 117              | 32160      | 32362     |
| Tasque              | 216              | 32160      | 32440     |
| Tieste-Uragnoux     | 121              | 32160      | 32445     |